# 親指ウォーズ
『親指ウォーズ』（Thumb Wars: The Phantom Cuticle）は、1999年にアメリカ合衆国で公開された短編映画。日本では2000年に『親指スター・ウォーズ』の邦題で劇場公開された。
全ての登場人物が人間の「親指」で演じられるユニークな作風が特徴のコメディ『Thumbs!』シリーズの一作。日本では、同シリーズのパロディ『親指タイタニック』と同時上映された。
実際に人間の親指に衣装をつけ、CGを駆使して目鼻を合成している。登場する宇宙船、宇宙戦闘機も親指を意匠化したデザインになっている。
『スター・ウォーズ エピソード4/新たなる希望』をパロディの元としているが、終盤には『スター・ウォーズ エピソード5/帝国の逆襲』のシーンのパロディも含まれている。

## キャスト
| 役名（英語）      | 役名（日本語）             | 声優                                  | 日本語吹替 |
| ----------------- | -------------------------- | ------------------------------------- | ---------- |
| Loke Groundrunner | ローク・グラウンドランナー | スティーヴ・オーデカーク              | 森川智之   |
| Princess Bunhead  | アホヤ姫                   | アンドレア・フィアーズ (Andrea Fears) | 井上喜久子 |
| Oobeedoob Benubi  | ウビドゥビ・ベノービ       | ロブ・ポールセン                      | 長島雄一   |
| Black Helmet Man  | ダーク・ベイダー           | マーク・デカーロ                      | 乃村健次   |
| Hand Duet         | ハンド・デュエット         | ロス・シャーファー                    | 相沢正輝   |
| Crunchy           | バカバッカー               | Jim Jackman                           |            |
| Beeboobeep        | ビーボビープ               | スティーヴ・オーデカーク              |            |
| Prissypeo         | プリッシーPO               | Paul Greenberg                        | 高木渉     |
| Gabba the Butt    | ガバ・ザ・バット           | スティーヴ・オーデカーク              |            |
| Master Puppet     | マスターパペット           | スティーヴ・オーデカーク              |            |

- ウビドゥビ・ベノービのフルネームは、ウビドゥビ・スクービドゥビ・ベノービ(Oobedoob Scooby-Dooby Benub)である。
- ガバ・ザ・ バットは親指ではなく、顎を使用している。
- マスターパペットは親指ではなく、パペットを使用している。
- 日本語版の製作ロールには、上記声優の他に遠藤純一、谷昌樹、星野充昭の名が声優として挙がっている。